# Aubepierre-Ozouer-le-Repos
Aubepierre-Ozouer-le-Repos é uma comuna francesa localizada na região administrativa da Île-de-France, no departamento Sena e Marne. A comuna possui 768 habitantes segundo o censo de 1990.